# Liste der Planeten des Sonnensystems
Dieser Artikel enthält eine tabellarische Übersicht der Planeten des Sonnensystems.
|                                                                                  | Erdähnliche Planeten             | Erdähnliche Planeten            | Erdähnliche Planeten           | Erdähnliche Planeten           | Gasplaneten                       | Gasplaneten                      | Gasplaneten                      | Gasplaneten                      |
| Merkur                                                                           | Venus                            | Erde                            | Mars                           | Jupiter                        | Saturn                            | Uranus                           | Neptun                           |                                  |
| -------------------------------------------------------------------------------- | -------------------------------- | ------------------------------- | ------------------------------ | ------------------------------ | --------------------------------- | -------------------------------- | -------------------------------- | -------------------------------- |
| Bild                                                                             |                                  |                                 |                                |                                |                                   |                                  |                                  |                                  |
| Astronomisches Symbol                                                            | Astronomisches Symbol des Merkur | Astronomisches Symbol der Venus | Astronomisches Symbol der Erde | Astronomisches Symbol des Mars | Astronomisches Symbol des Jupiter | Astronomisches Symbol des Saturn | Astronomisches Symbol des Uranus | Astronomisches Symbol des Neptun |
| Große Bahnhalbachse in km, in AE                                                 | 57.909.000 0,387                 | 108.200.000 0,723               | 149.597.870 1                  | 227.990.000 1,52               | 778.510.000 5,20                  | 1.432.100.000 9,57               | 2.872.400.000 19,2               | 4.514.600.000 30,2               |
| Numerische Exzentrizität der Bahn                                                | 0,20563069                       | 0,00677323                      | 0,01671022                     | 0,09341233                     | 0,04839266                        | 0,05415060                       | 0,04716771                       | 0,00858587                       |
| Umlaufperiode in siderischen Jahren                                              | 0,2408467                        | 0,61519726                      | 1                              | 1,8808476                      | 11,862615                         | 29,447498                        | 84,016846                        | 164,79132                        |
| Mittlere Orbitalgeschwindigkeit in km/s                                          | 47,8725                          | 35,0214                         | 29,7859                        | 24,1309                        | 13,0697                           | 9,6724                           | 6,8352                           | 5,4778                           |
| Inklination                                                                      | 7,00487°                         | 3,39471°                        | —                              | 1,85061°                       | 1,30530°                          | 2,48446°                         | 0,76986°                         | 1,76917°                         |
| Länge des aufsteigenden Knotens (J2000)                                          | 48,33167°                        | 76,68069°                       | −11,26064°                     | 49,57854°                      | 100,55615°                        | 113,71504°                       | 74,22988°                        | 131,72169°                       |
| Länge der Periapsis (J2000)                                                      | 77,45645°                        | 131,53298°                      | 102,94719°                     | 336,04084°                     | 14,75385°                         | 92,43194°                        | 170,96424°                       | 44,97135°                        |
| Maximale scheinbare Helligkeit                                                   | −1,9m                            | −4,6m                           | —                              | −2,91m                         | −2,94m                            | 0,43m                            | 5,32m                            | 7,78m                            |
| Mittlerer Äquatorradius in km, relativ zum Erdradius                             | 2.439,764 0,3825                 | 6.051,59 0,9488                 | 6.378,15 1                     | 3.397 0,5326                   | 71.492,68 11,209                  | 60.267,14 9,449                  | 25.559 4,007                     | 24.764 3,883                     |
| Volumen in 1012 km³, relativ zur Erde                                            | 0,0608272 0,056                  | 0,92840 0,86                    | 1,0832 1                       | 0,16314 0,15                   | 1425,5 1316                       | 827,13 763,6                     | 69,142 63,8                      | 62,526 57,7                      |
| Masse in 1024 kg, relativ zur Erdmasse, relativ zur Gesamtmasse aller 8 Planeten | 0,33022 0,055270 0,00012         | 4,8685 0,81499 0,00182          | 5,9737 1 0,00224               | 0,64185 0,10745 0,00024        | 1898,7 317,84 0,71157             | 568,51 95,169 0,21306            | 86,849 14,539 0,03255            | 102,44 17,149 0,03839            |
| Dichte in g/cm³, relativ zur Erde                                                | 5,43 0,984                       | 5,24 0,95                       | 5,515 1                        | 3,93 0,714                     | 1,33 0,241                        | 0,7 0,125                        | 1,3 0,23                         | 1,64 0,30                        |
| Durchschnittliche Schwerebeschleunigung in m/s², relativ zur Erde                | 3,7 0,377                        | 8,872 0,905                     | 9,80665 1                      | 3,72076 0,379                  | 24,79 2,528                       | 10,44 1,065                      | 8,87 0,904                       | 11,15 1,137                      |
| Fluchtgeschwindigkeit in km/s                                                    | 4,25                             | 10,36                           | 11,18                          | 5,02                           | 59,54                             | 35,49                            | 21,29                            | 23,71                            |
| Rotationsperiode in siderischen Tagen                                            | 58,646225                        | 243,0187                        | 1                              | 1,02595675                     | 0,41354                           | 0,44401                          | 0,71833                          | 0,67125                          |
| Drehsinn der Eigenrotation                                                       | rechtläufig                      | rückläufig                      | rechtläufig                    | rechtläufig                    | rechtläufig                       | rechtläufig                      | rückläufig                       | rechtläufig                      |
| Neigung des Äquators zum Orbit                                                   | 0,0°                             | 177,3°                          | 23,45°                         | 25,19°                         | 3,12°                             | 26,73°                           | 97,86°                           | 29,58°                           |
| Oberflächentemperatur in K: Minimum, Mittelwert, Maximum                         | 100 440 780                      | 710 737 770                     | 213 288 331                    | 186 210 297                    | 150 165 180                       | 130 135 140                      | 74 76 78                         | 70 73 76                         |
| Mittlere Atmosphärentemperatur auf Nullniveau in K                               |                                  | 737                             | 288                            |                                | 165                               | 135                              | 76                               | 73                               |
| Hauptbestandteile der Atmosphäre                                                 | O2, Na                           | CO2, N2                         | N2, O2, Ar                     | CO2, N2, Ar                    | H2, He                            | H2, He                           | H2, He, CH4                      | H2, He, CH4                      |
| Anzahl der bekannten Monde                                                       | 0                                | 0                               | 1                              | 2                              | 97                                | 274                              | 28                               | 16                               |
| Ringe                                                                            | Nein                             | Nein                            | Nein                           | Nein                           | Ja                                | Ja                               | Ja                               | Ja                               |